# Belle Air Europe
Belle Air Europe war eine italienische Fluggesellschaft mit Sitz in Ancona und Basis auf dem Flughafen Ancona.

## Geschichte

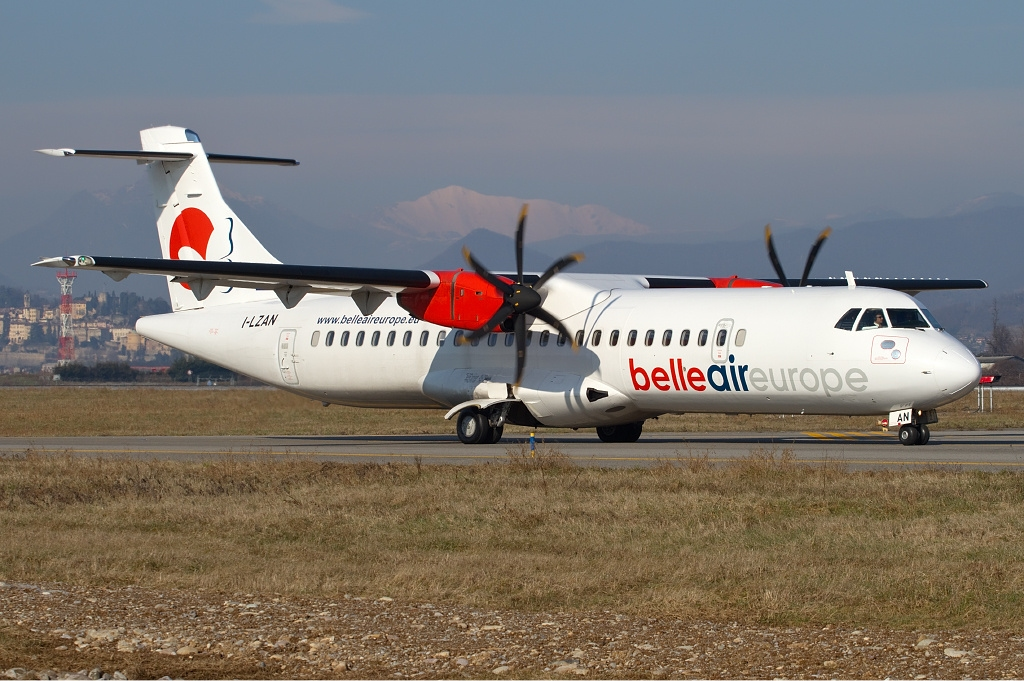
Eine ATR 72-500 der Belle Air Europe

Belle Air Europe wurde im Jahr 2009 durch die Muttergesellschaft Belle Air, einer albanischen Billigfluggesellschaft, und verschiedenen Investoren gegründet. Die Betriebsaufnahme der Gesellschaft war ursprünglich für den 4. August 2010 geplant, wobei der Flugplan Verbindungen vom makedonischen Skopje und dem im Kosovo gelegenen Priština nach Ancona, Venedig und Verona umfassen sollte, die mit einer bereits erhaltenen ATR 72-500 mit der Registrierung I-LZAN, die ursprünglich für Belle Air gedacht war, bestritten werden sollte.
Die Betriebsaufnahme wurde jedoch verschoben und das Flugzeug im Streckennetz der Muttergesellschaft Belle Air, die zu dieser Zeit mit Unterkapazitäten zu kämpfen hatte, eingesetzt. Dabei behielt das Flugzeug seine Belle-Air-Europe-Farbgebung, die an das Design der Muttergesellschaft angelehnt ist und im Grunde nur über geänderte Titel verfügt. Zum Ende des Jahres 2010 erfolgte schließlich die Betriebsaufnahme.
Einen Tag nach der Muttergesellschaft Belle Air stellte auch Belle Air Europe den Betrieb am 26. November 2013 bis auf Weiteres ein.

## Flugziele
Das Streckennetz umfasste die Strecken von Venedig und Verona nach Skopje und Priština, vom Bergamo nach Priština und von Ancona nach Skopje, Priština und Tirana. Seit 2011 wurden mit Basel-Mulhouse-Freiburg, Düsseldorf, München, Stuttgart und Wien einige neue Ziele im deutschsprachigen Raum ab Priština angeflogen.

## Flotte
Mit Stand September 2013 bestand die Flotte der Belle Air Europe aus zwei Flugzeugen:
- 1 Airbus A319-100
- 1 Airbus A320-200